# Castello di Lagopesole
Il castello di Lagopesole è un castello medievale di epoca federiciana situato su una montagnetta alla quota di 820 m sul livello del mare posta sullo spartiacque tra i fiumi Ofanto e Bradano, in Basilicata. Il castello sorge nel borgo di Lagopesole che, aprendosi a ventaglio sul fianco rivolto a sud della suddetta collina, fa parte del comune di Avigliano, in provincia di Potenza.

## Storia

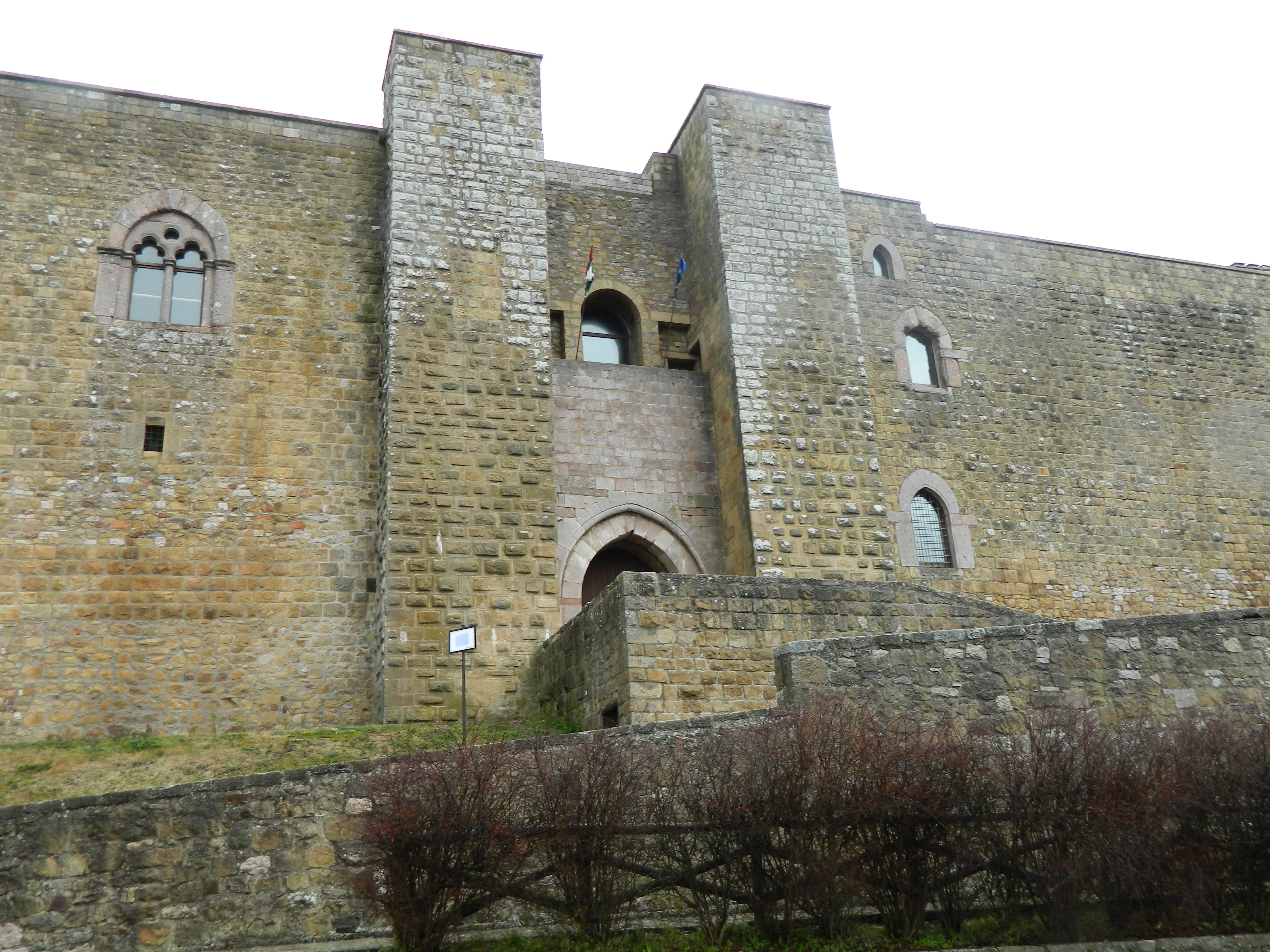
Ingresso

Manfredi, re di Sicilia, figlio dell'imperatore Federico II, vi soggiornò diverse volte tra il 1259 e il 1265. 
Lo stato presente del castello riflette le modifiche apportate al progetto normanno-svevo da Carlo I d'Angiò; con questo regnante si ebbe il solo periodo di prosperità del castello, che fu utilizzato come residenza estiva e vi si ricevette Elena Angelo Comneno di Epiro, moglie di Manfredi, in un periodo compreso tra la cattura nel castello di Trani (marzo 1266) e il trasferimento nel castello di Nocera dei Cristiani (marzo 1267). 
Nell'Ottocento il castello fu rifugio dei briganti capeggiati da Carmine Crocco, che il 7 aprile 1861 lo occupò con 400 uomini.
Il castello, restaurato negli anni novanta, è oggi proprietà demaniale e sede del Corpo Forestale dello Stato; ospita numerose attività culturali e dal 2000 accoglie l'Antiquarium realizzato con i materiali medievali rinvenuti durante le campagne di scavo effettuate nel cortile minore.

## Descrizione

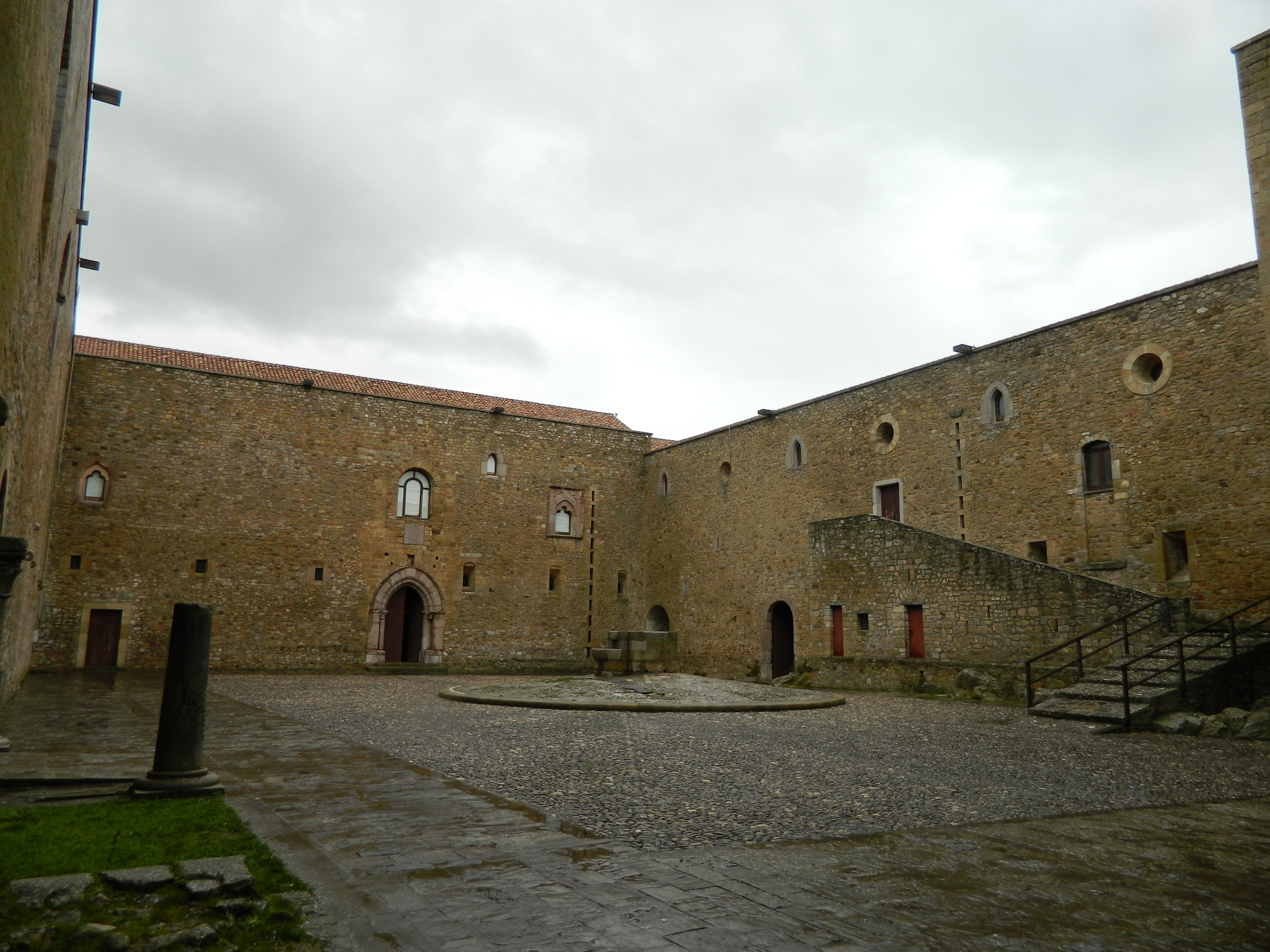
Cortile grande

Il castello, a pianta rettangolare, presenta due cortili: il minore, di epoca altonormanna, conserva al centro un mastio (donjon) quadrato che curiosamente è fuori asse rispetto al resto della struttura, che indica che molto probabilmente è anteriore alla costruzione del castello antistante. La torre (il Donjon) è caratterizzata da una muratura bugnata nella parte superiore, fatto tipico per l'architettura sveva, in questo caso l'edificio è molto probabilmente risalente all'epoca di Enrico VI di Svevia. Anche le due teste (un uomo e una donna) scolpite lì fanno pensare ai castelli degli Svevi nell'Alsazia, costruiti nella fine del XII secolo. 

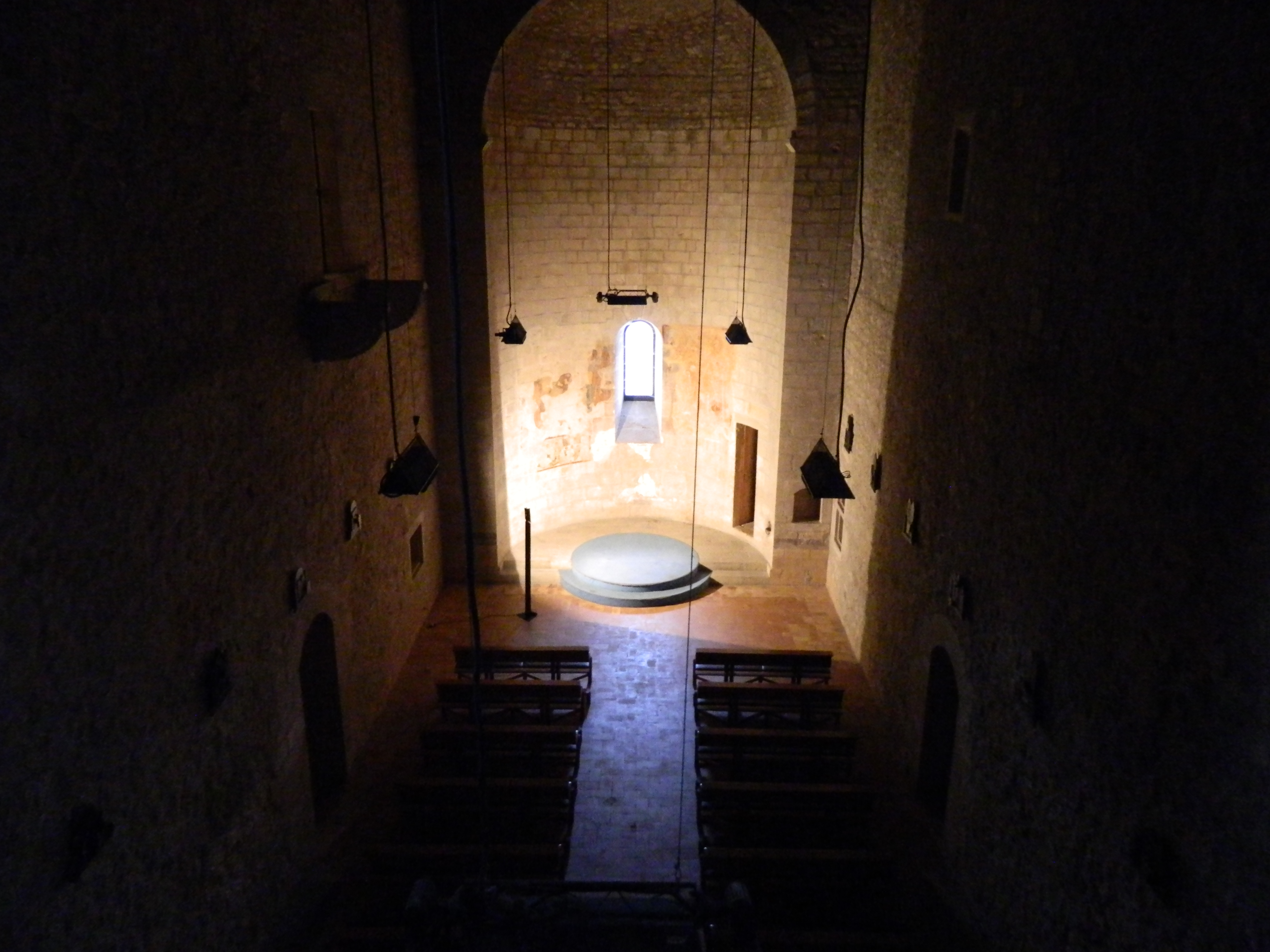
La cappella vista da un finestrone lungo i corridoi superiori del castello

È da notare anche la compattezza dell'edificio, tipica dei castelli federiciani: Solo tre feritoie, infatti, si aprono sulle pareti sud, est ed ovest, mentre su quella nord c'è l'unico possibile accesso, a circa quattro metri dalla quota di calpestio, cui corrispondono due grandi mensole in pietra (probabili basi d'appoggio per un passaggio mobile) ed altre due mensole figurate nella parte superiore. Il cortile maggiore, risalente all'ampliamento iniziato da Federico II di Svevia nel 1242 sui resti di precedenti costruzioni normanno-sveve (a scopo militare) ed angioine (a scopo residenziale), include una vasta cisterna ed una grande cappella.
Proprio quest'ultima è una peculiarità che contraddistingue questo castello da tutti gli altri attribuiti a Federico II di Svevia; infatti la presenza al suo interno di questo luogo di culto è l'unico esempio tra tutti quelli risalenti a quell'epoca imperiale. La chiesa, in un austero stile romanico che i restauri effettuati negli ultimi anni del XX secolo hanno portato alla luce nel suo originario aspetto, ha un'abside semi circolare e l'entrata decorata con il motivo dei denti di sega, tipico dell'età angioina.

## Cinema e televisione
Il castello di Lagopesole ha ospitato le riprese dei film Il Vangelo secondo Matteo (1964) di Pier Paolo Pasolini e Sexum superando - Isabella Morra (2005) di Marta Bifano.
Nel 2012 appare come location della miniserie televisiva Il generale dei briganti di Paolo Poeti.